# 刘修文
刘修文（1962年3月—），湖北监利人，男性，汉族，中华人民共和国政治人物，中国共产党党员，第十三届全国人民代表大会山东省代表。
刘修文现任全国人大常委会预算工作委员会副主任，曾任全国人大常委会预算工作委员会法案室副主任。2018年2月24日，当选为第十三届全国人大代表。2018年3月，当选第十三届全国人民代表大会常务委员会委员、全国人民代表大会财政经济委员会委员。